# Damian Florea
Damian Florea (n. 12 iulie 1965, București, România) este un politician român, membru al Parlamentului României.

## Cariera politică
În 1990, Damian Florea s-a înscris în Frontul Salvării Naționale (FSN). În 1992, s-a alăturat opozanților lui Petre Roman, ales președinte al FSN, care au părăsit partidul, formând o nouă formațiune politică numită Frontul Democrat al Salvării Naționale (FDSN), care s-a transformat în Partidul Democrației Sociale din România (PDSR) și apoi în Partidul Social Democrat (PSD). Între 1996-2000, a fost expert parlamentar, iar din 2000 până în 2001 consilier parlamentar în Senat. În 2004, a părăsit PSD și s-a înscris în Partidul Umanist din România (PUR). La alegerile parlamentare din 2004, a fost ales deputat în circumscripția electorală București pe listele Uniunii Naționale PSD+PUR. În mai 2005, PUR se transformă în Partidul Conservator (PC). În 2008, a fost reales deputat în circumscripția electorală București, pe colegiul uninominal nr.26 pe listele Alianței PSD+PC. A activat pe rând, în  grupul parlamentar al PSD (2008-2011) și PNL (2011-2012). În 2010, a fost ales secretar-general al PC. Reales parlamentar în 2012, pe listele USL, Damian Florea a activat ca vicelider	(2012-2013) și secretar al grupului parlamentar PC reînființat. În legislatura 2016, Damian Florea a fost ales pe listele ALDE (Alianța liberalilor și democraților) dar din iunie 2017 a devenit deputat independent și s-a înscris în Partidul Pro România (PPR). În martie 2018, a trecut înapoi la PSD.